# Epidemia gorączki krwotocznej Ebola w Demokratycznej Republice Konga (2014)
Epidemia Eboli w Demokratycznej Republice Konga w 2014 roku – epidemia, do której doszło w 2014 na terenie Demokratycznej Republiki Konga. Był to siódmy w kraju wybuch epidemii wirusa Ebola od 1976.
Sekwencjonowanie genomu wykazało, że wybuch ten nie był związany z epidemią wirusa Ebola w Afryce Zachodniej w latach 2014–2015, ale pochodził z tego samego gatunku – EBOV. Epidemia rozpoczęła się w sierpniu 2014, a zakończyła w listopadzie tego samego roku. Koniec epidemii ogłoszono po 42 dniach bez żadnych nowych zachorowań.

## Epidemiologia

### Wybuch
Początek epidemii został powiązany z kobietą mieszkającą w wiosce Ikanamongo, w odległej północnej prowincji Équateur, która zachorowała po obchodzeniu się z bushmeat. Mimo leczenia w lokalnej klinice kobieta zmarła 11 sierpnia 2014. W chwili śmierci rozpoznano u niej gorączkę krwotoczną o nieznanej etiologii. Późniejsze badania laboratoryjne potwierdziły, że zmarła z powodu wirusa Ebola.

### Reakcja
Organizacja Medecins Sans Frontieres / Doctors without Borders (MSF) oddelegowała zespół 50 pracowników do obszaru objętego epidemią i otworzyła dwa centra leczenia EVD o łącznej pojemności 50 łóżek. MSF wraz z krajowym Ministerstwem Zdrowia i Światową Organizacją Zdrowia pracowali nad zwiększeniem świadomości społecznej, zapewnieniem nadzoru, śledzeniem kontaktów i działań następczych w celu ograniczenia rozprzestrzeniania się choroby. Do obszaru dotkniętego epidemią nie było dróg poktyrych twardą powierzchnią, co utrudniało warunki pracy.

### Kolejne przypadki
Do 18 sierpnia 13 osób, w tym trzech pracowników służby zdrowia, zmarło z powodu objawów podobnych do eboli z prowincji Équateur. 26 sierpnia Ministerstwo Zdrowia potwierdziło wybuch epidemii wirusa Ebola.
2 września WHO poinformowało, że w północnej części Boende w prowincji Équateur zginęło już 31 osób, a 53 jest chorych. W dniu 9 września WHO poinformowało, że liczba przypadków podniosła się do 62, a liczba ofiar śmiertelnych do 35. Ognisko miało także miejsce w powiecie Jeera w regionie Boende.
Na dzień 28 października zgłoszono 66 przypadków. W sumie zgłoszono 49 zgonów, w tym osiem wśród pracowników służby zdrowia. 42 dni po dacie drugiego testu negatywnego u ostatniej zarażonej osoby, 15 listopada 2014, stwierdzono, że DRK jest wolne od wirusa eboli.

### Późniejsze ustalenia
W październiku 2014 stwierdzono, że mogło być kilka wcześniejszych przypadków. Mąż kobiety, u której sądzono, że jest dotknięta ebolą, powiedział zespołowi śledczemu, że na krótko przed zachorowaniem odwiedziła dwie kobiety, które później zmarły na objawy podobne do eboli. Inni mieszkańcy wioski powiedzieli także zespołowi, że wszystkie świnie w wiosce padły tuż przed tym, jak choroba nawiedziła wioskę. Według zespołu badawczego „(...) po raz trzeci, po 2007 i 2012 r., szeroko rozpowszechniona śmierć świń poprzedza wybuchy epidemii wirusa Ebola u ludzi w Demokratycznej Republice Konga(…), ustalono, że świnie, które padły w 2012 r., nosiły wirus Ebola.” Przeniesienie wirusa ze świń na ludzi nigdy nie zostało udowodnione w poprzednich epidemiach, ale wieśniakom powiedziano, aby unikali ich jedzenia.

## Wirusologia

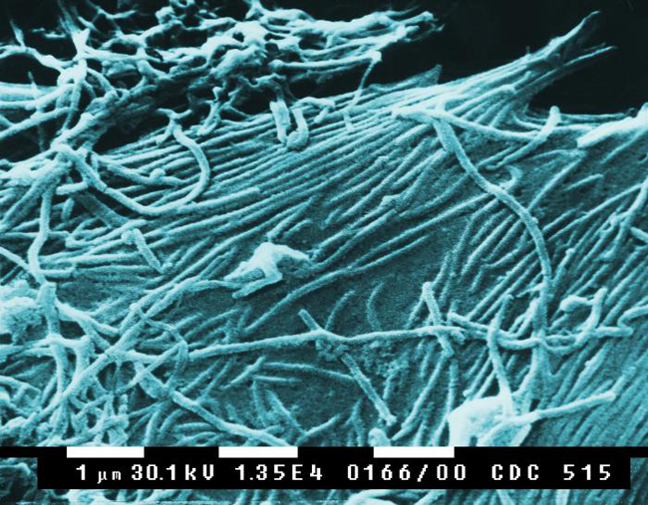
Wirus Ebola

Wyniki sekwencjonowania próbek wirusa po epidemii w Demokratycznej Republice Konga wykazały, że wirus ten jest gatunkiem Zairu, w linii najbardziej zbliżonej do wirusa z epidemii wirusa Ebola w Kikwit w 1995.
Gatunek Zairu wirusa jest rodzimy na tym obszarze. Kiedy po raz pierwszy ogłoszono wybuch, istniały obawy, że trwająca epidemia w Afryce Zachodniej mogła rozprzestrzenić się na DRK, jednak wyniki charakterystyki wirusa wraz z ustaleniami dochodzenia epidemiologicznego wykazały, że wybuch w DRK jest odrębnym i niezależnym wydarzeniem, bez związku z wybuchem w Afryce Zachodniej.

## Historia

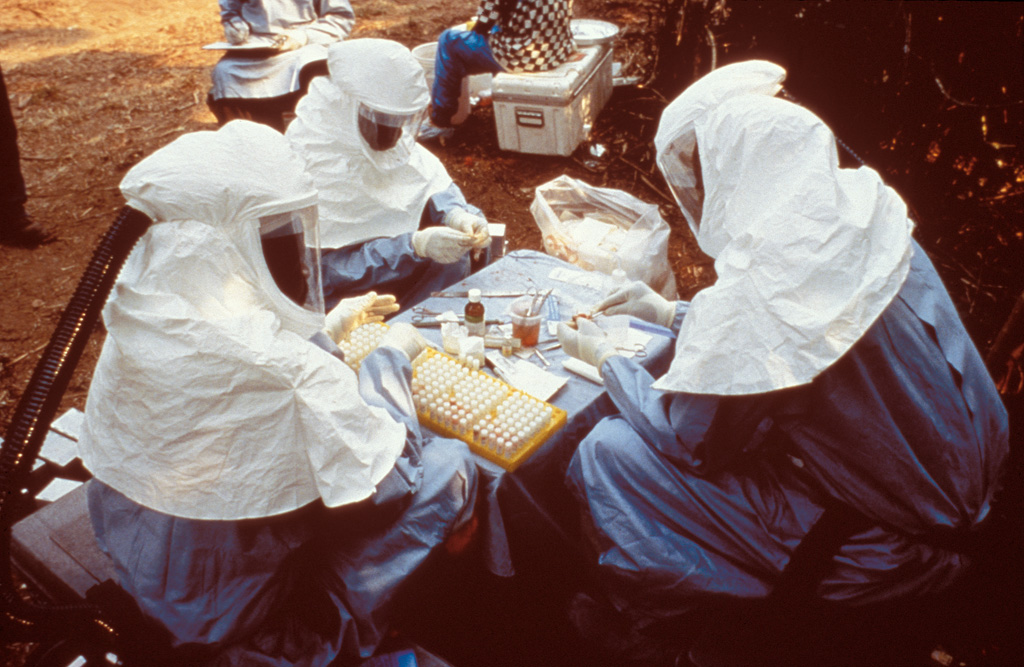
Naukowcy testujący wirus ebola z próbek zebranych od zwierząt w Zairze

Był to siódmy w kraju wybuch epidemii wirusa Ebola od 1976. Pierwszy zarejestrowany przypadek choroby Ebola miał miejsce w sierpniu 1976 w Yambuku, małej wiosce w okręgu Mongala w północnym rejonie Demokratycznej Republiki Konga. Pierwszą ofiarą tej choroby był dyrektor wiejskiej szkoły, który w połowie sierpnia odwiedził obszar w pobliżu granicy Republiki Środkowoafrykańskiej wzdłuż rzeki Ebola. 8 września zmarł z powodu choroby zwanej wirusem Ebola. Następnie zgłoszono wiele innych przypadków, z których prawie wszystkie dotyczyły osób ze szpitala misyjnego w Yambuku lub osób, które miały bliski kontakt z zarażonymi. W sumie w związku z wybuchem potwierdzono 318 przypadków i 280 zgonów (88% śmiertelności), który wraz z wybuchem w Sudanie (który rozpoczął się kilka tygodni wcześniej) był pierwszym odnotowanym ogniskiem wirusa Ebola.
Wirus odpowiedzialny za pierwszą epidemię, nazwany na cześć pobliskiej rzeki Ebola, był początkowo uważany za wirusa Marburga, ale później został zidentyfikowany jako nowy typ wirusa. Drugi poważny wybuch Eboli miał miejsce w Kikwit w 1995 i spowodował 315 zachorowań, zabijając 254 osoby. W 2003 doszło do wybuchu Eboli, który dotknął 143 osoby i zabił 128 osób, dając 90% śmiertelności, co jest najwyższym wskaźnikiem zgonów z powodu wirusa Eboli, jaki kiedykolwiek odnotowano do tej pory.